# ورزشگاه تختی دورود
استادیوم تختی دورود، ورزشگاهی در استان لرستان و در شهر دورود واقع می‌باشد. زمان احداث این ورزشگاه به دوران پهلوی بر می‌گردد. این ورزشگاه در فصل ۹۰/۹۱ میزبان بازی‌های تیم گهر دورود بود. مالک این ورزشگاه وزارت ورزش و جوانان می‌باشد. همچنین این ورزشگاه همزمان با صعود تیم گهر دورود به رقابت‌های لیگ برتر ایران مورد بازسازی قرار گرفت و گنجایش آن تا ۱۰۰۰۰ نفر افزایش یافت و توانست از کنفدراسیون فوتبال آسیا درجه C را دریافت کند.